# Labeobarbus brevispinis
Labeobarbus brevispinis är en fiskart som först beskrevs av Holly 1927.  Labeobarbus brevispinis ingår i släktet Labeobarbus och familjen karpfiskar. IUCN kategoriserar arten globalt som livskraftig. Inga underarter finns listade i Catalogue of Life.